# 太平乡 (突泉县)
太平乡，是中华人民共和国内蒙古自治区兴安盟突泉县下辖的一个乡镇级行政单位。

## 行政区划
太平乡下辖以下地区：
曙光村、五星村、赛银花村、五三村、新龙村、大青山村、前青山村、白庙子村、四海村、东升村、马吉拉湖村、太本村、兴隆山村、福利村、福兴村、三道沟村、东风村、前常村、核心村、晨光村、新兴村和太本林场。